# Punkaharju (esker)
Punkaharju est un esker sur le territoire de Punkaharju à Savonlinna  en Finlande. 

## Présentation
L'esker Punkaharju mesurant 7 km de long, 20 à 30 mètres de haut et parfois moins de 50 mètres de large sépare le lac Pihlajavesi et le lac Puruvesi.
L'esker porte le nom de Punkaharju et a donné son nom à la commune Punkaharju .
Punkaharju est un paysage précieux à l'échelle nationale en Finlande et un paysage national de Finlande. 
Punkaharju est une réserve naturelle gérée par la direction des forêts et c'est un site Natura 2000.
La superficie de une réserve naturelle est de 6,5 km2,.
La route traversant l'esker (route de liaison 4792) est goudronnée dans les années 1950. 
En 1976, une route de contournement (actuelle route nationale 14) a été achevée à travers Laukansaari, ce qui détourne une partie du trafic de la crête.

## Histoire
La première route menant à Punkaharju est construite au XVIIIe siècle, et elle est traversée par la route de Savonlinna à Viipuri. La route était alors considérée comme assez dangereuse car elle passait par endroits au sommet d'une crête escarpée.
Dès 1803, l'empereur Alexandre Ier donne ordre de sauvegarder les forêts de l'esker de l'abattage et de la déforestation. 
Au début du XIXe siècle, Punkaharju devient une destination touristique populaire, et le Kruununpuisto y est fondé en 1843 et l'hôtel d'État de Punkaharju en 1879.
Punkaharju a été rendu célèbre notamment par le livre Maamme de Sakari Topelius et par les poèmes de Johan Ludvig Runeberg.

## Nature
Punkaharju est un esker étroit d'environ sept kilomètres de long. 
Son point le plus élevé, la colinne Nervander, est à 31 mètres au-dessus de la surface du lac Saimaa.

### Entre Puruvesi et Pihlajavesi
Punkaharju sépare deux grands bassins de Saimaa, le lac Puruvesi et le lac Pihlajavesi. 
Puruvesi est l'un des lacs les plus clairs de Finlande, caractérisé par un petit nombre d'îles. 
Le lac est connu pour être un excellent site de pêche. 
Les rives des îles Puruvesi vont des petites falaises aux vastes plages de sable. 
Sur les pentes abruptes, prospèrent des plantes rares comme le serpolet. Ailleurs, à l'intérieur des îles, on peut trouver des forêts de tilleuls.
L'eau de Pihlajavesi est la zone centrale du phoque marbré du lac Saimaa, où la probabilité de voir ce phoque est la plus élevée. 
Surtout pendant la mue du printemps, les phoques marbrés se prélassent au soleil sur des îlots abrités. 
Les rives rocheuses escarpées du Pihlajavesi abritent la nature forestière diversifiée de l'intérieur des îles, qui présente aussi d'anciens paysages façonnés par l'utilisation agricole traditionnelle.

### Faune et flore
Les caractéristiques les plus importantes du Punkaharju résultent de l'ère glaciaire. 
Les formes spéciales de l'esker se sont formées il y a environ 11 000 ans lorsque le glacier continental s'est retiré vers le golfe de Botnie à la fin de l'ère glaciaire.
L'Oxytropis campestris fleurit abondamment le long de la route des crêtes en mai-juin. 
L'astragale des Alpes est une plante typique des eskers. 
Le pied de chat dioïque, la bruyère callune et l'airelle, entre autres, y prospèrent.
La faune est composée d'espèces des landes de pin. 
On peut rencontrer par exemple pipit des arbres, muscicapa, rougequeue à front blanc et torcol fourmilier. 
Au crépuscule des soirs d'été, on peut entendre le grondement mystérieux de l'engoulevent d'Europe. 
Pic noir et Pic épeiche nichent dans l'esker. 
Dans les eaux côtières prospèrent les plongeons et les Grèbe jougris.

## Galerie

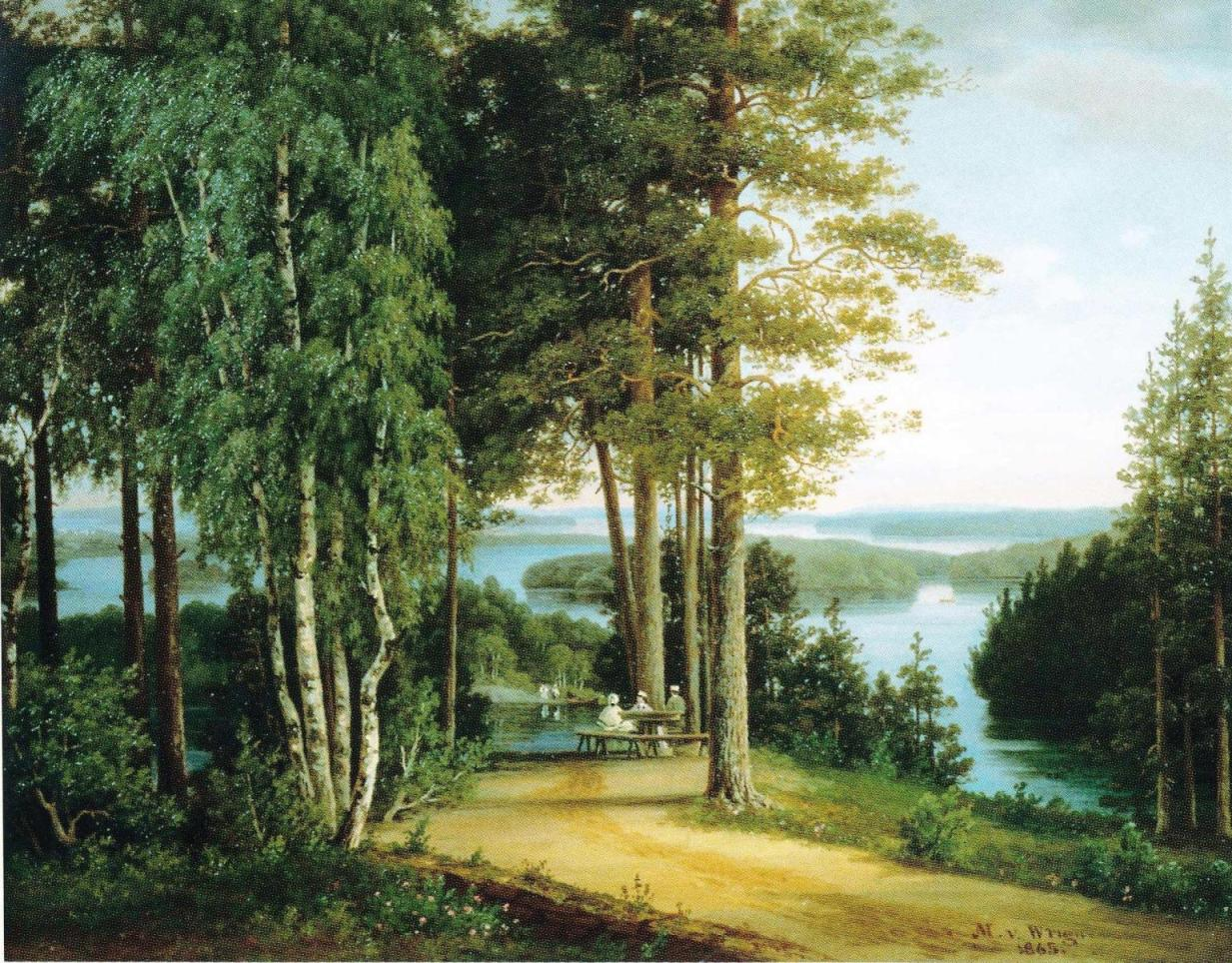
Paysage de Punkaharju peint par Magnus von Wright.
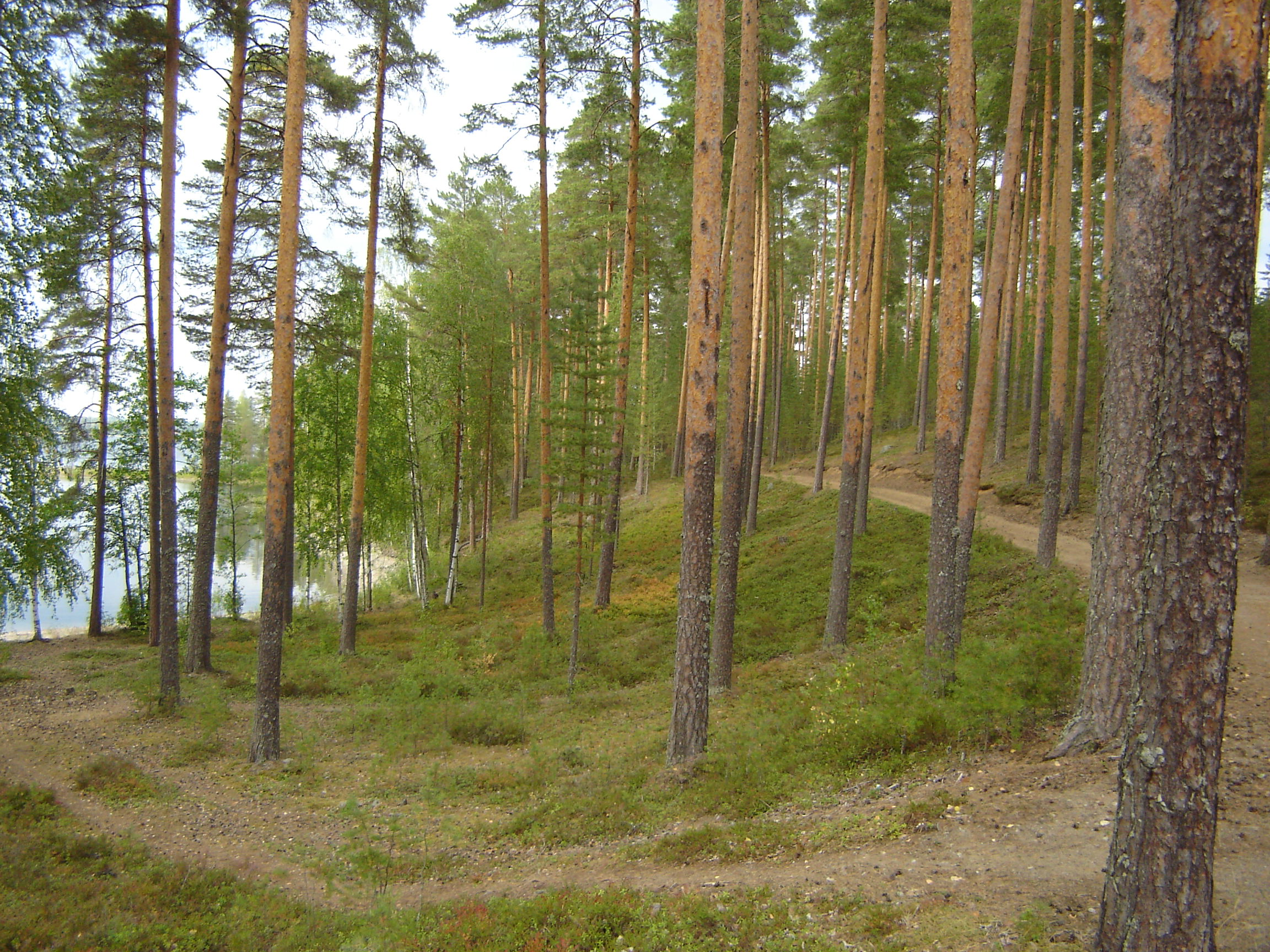
Forêt.
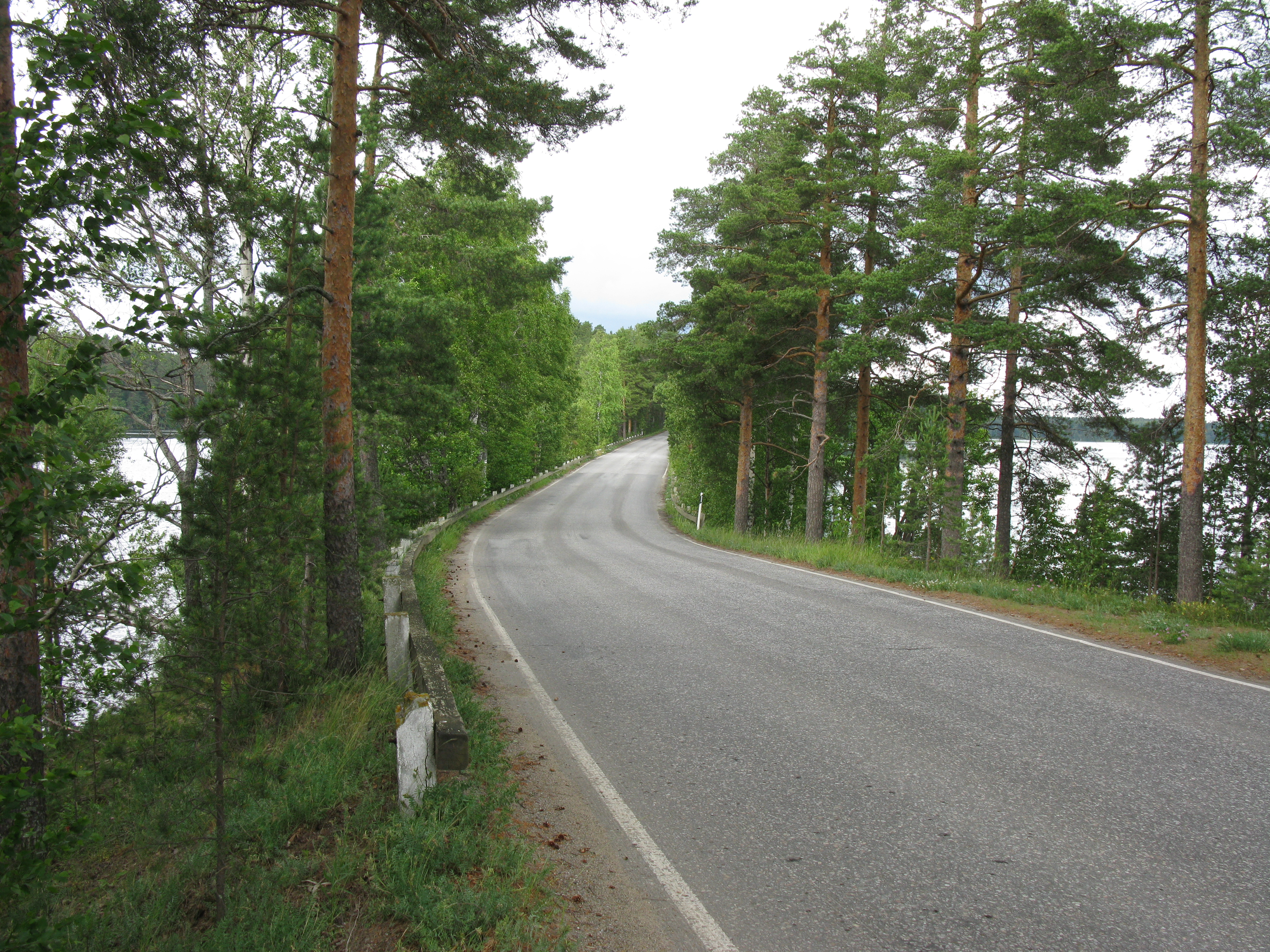
Route de Punkaharju.
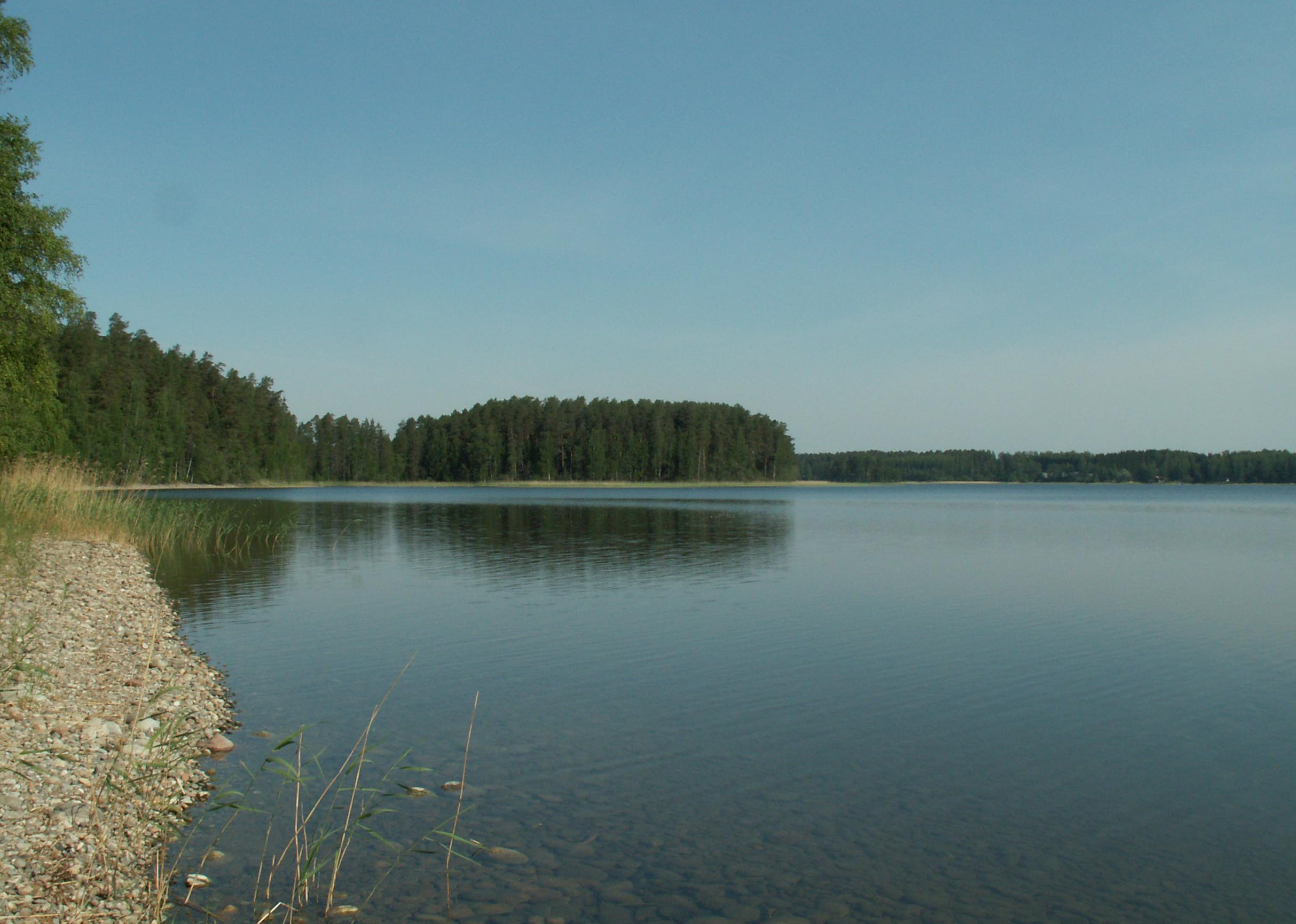
Punkaharju.
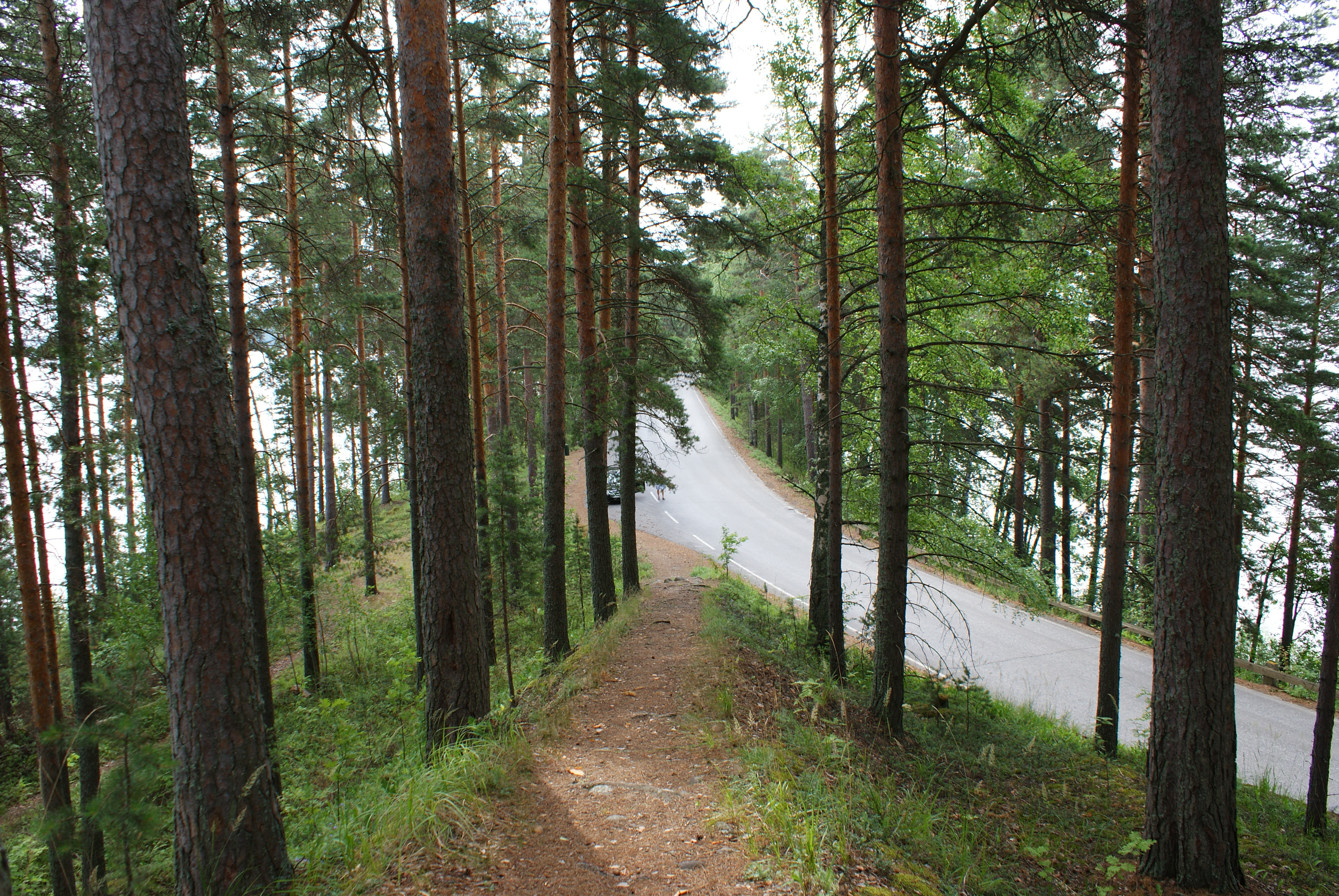
Route de Punkaharju.
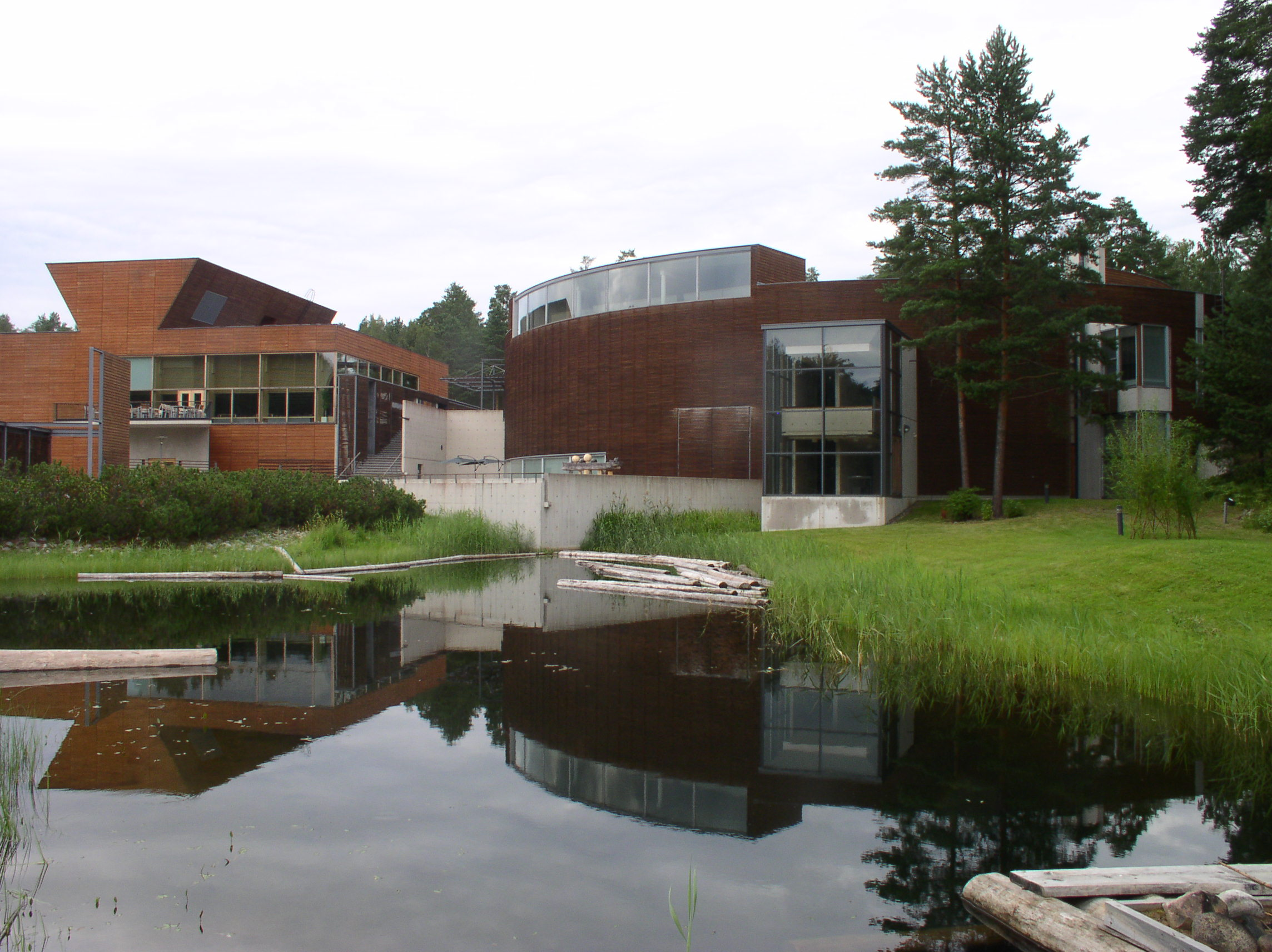
Musée de la forêt.
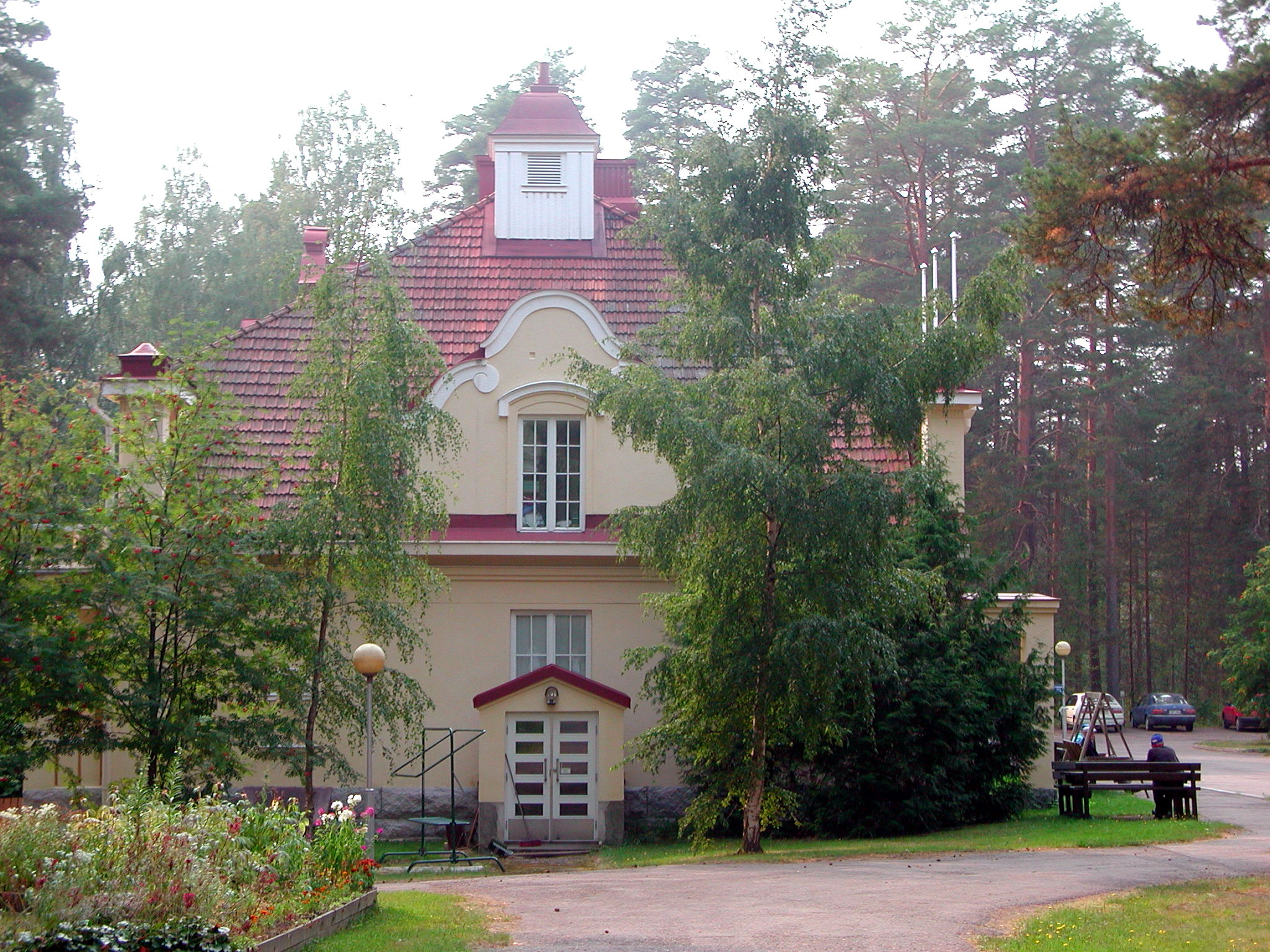
Finlandia.
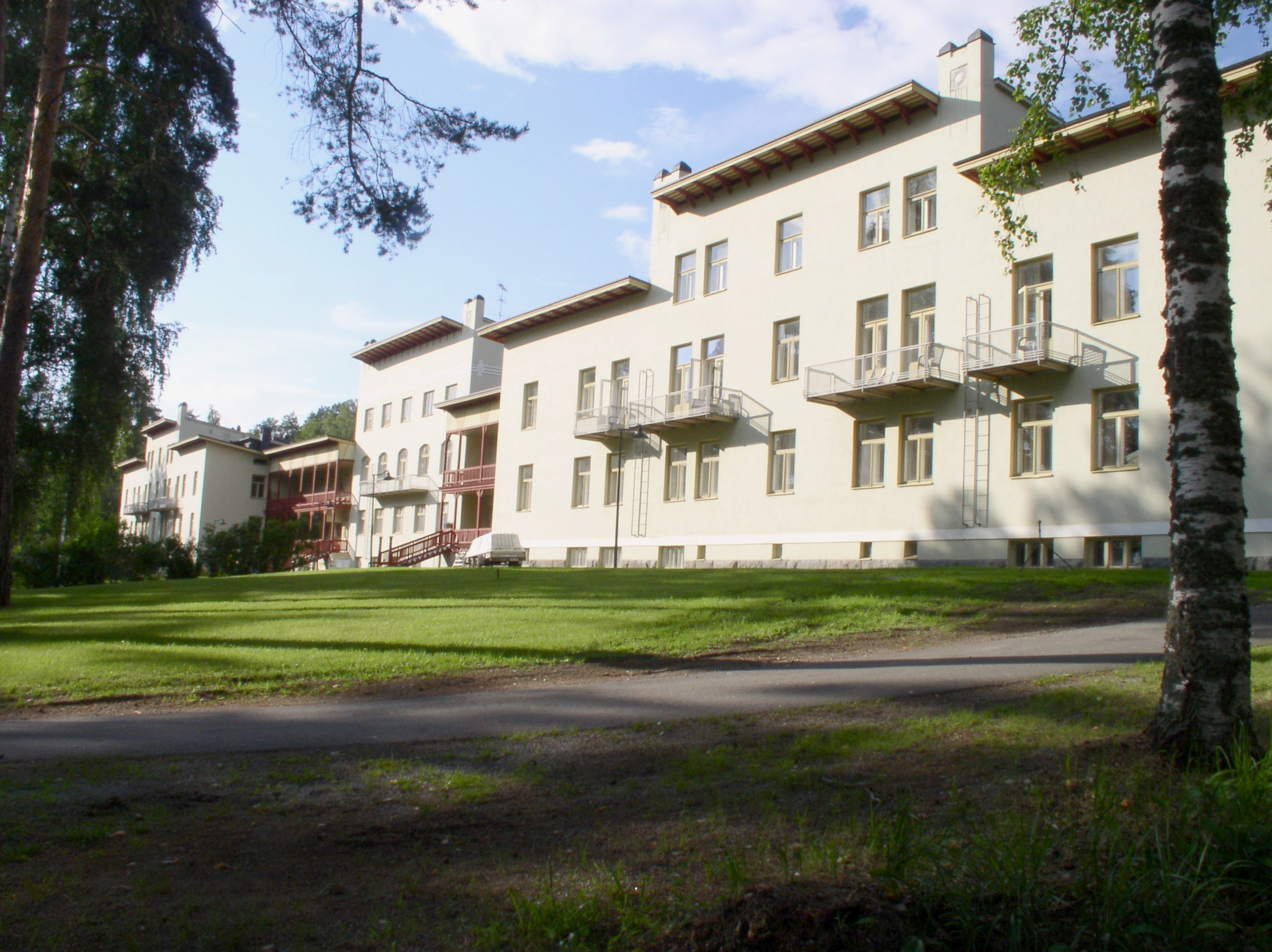
Kruunupuisto